# 高橋完
高橋 完（たかはし まもる、1956年4月11日 - ）は北海道旭川市出身のプロゴルファー。

## 来歴
5歳より剣道を始め18歳まで続け、2段を取得。
小学6年生の時にはプロのスポーツマンになりたいと卒業文集に書くが、スキー、剣道、バレーボールと色々とありすぎて、どのスポーツのプロになるかは中学2年の夏までは決められなかった。その夏に父のゴルフに同伴し、途中でたった1ホールのプレーをさせてもらい、一発の快感に感動しプロになることを決意。
18歳でプロ研修生になり、19歳でプロテストの受験資格を取得。静岡県の沼津ゴルフクラブに移籍し、25歳の秋期プロテストにトップ合格。
1981年にJPGAプロ新人戦で上西博昭の2位となり 、1982年にプロ入りすると、1983年から1985年にはアジアサーキットに出場しシードを獲得。
1985年にはスウェーデンツアーに友人であるP.A.ブロステッドの招きで1ヶ月半出場し友好を深めるが、この時にはチェルノブイリ原子力発電所事故の発生から1週間後にスウェーデンに渡った。
1986年には尾崎将司率いるジャンボ軍団の門を叩き、1987年にはKPGAトーナメントで優勝。
1988年の栃木オープンでは初日を佐々木久行と並んでの3位タイでスタートし、最終日には小嶋光康とのプレーオフを制して2勝目を挙げた。
1988年には地元の北海道オープンでツアー初優勝を飾ると、1989年には連覇を達成。1988年は猛チャージをかけ通算8アンダーで高橋勝成とのプレーオフに持ち込み、1ホール目に6mのバーディーパットを沈めて、高橋勝をうっちゃった。1989年は2年連続で高橋勝とのプレーオフという珍しい展開になり、雨の中のデッドヒートは4ホール目にバーディを決めて連覇と同時に通算3勝目を挙げた。3連覇をかけた1990年の同大会では高橋勝を1打差まで追い詰めるが、迎えた最終日に通算10アンダーまでスコアを伸ばした高橋勝の2位に終わる。
1990年には右膝半月板損傷で手術を受けるが、1991年にはアメリカフロリダに遠征し、最新のアメリカゴルフ理論の勉強及び友好を深める。1992年にはカナディアンツアー単身参戦で5ヶ月間もカナダに滞在し、江連忠やモー・ノーマンと出会う。
1993年にはアメリカサンディエゴにてフィル・ミケルソンの師ディーン・ラインマスから最新ゴルフ理論とティーチングを学び、最新スイングを学ぶと共にクラブ機能やクラブとスイングの相性なども解析。
1994年の第10回水戸グリーンオープンでは井上智夫を抑えて伊藤正己の2位タイに入り、1995年のゴルフダイジェストトーナメントを最後にレギュラーツアーから引退。
1996年からは東北高等学校ゴルフ部ヘッドコーチに就任し、宮里藍や有村智恵の指導に携わる。
1997年にはスウェーデン・ストックホルムにてトップインストラクターP.A.ブロステッドの紹介でビジョン54で有名なピア・ニールソンと親交を深める。ブロステッドから最新ゴルフ理論ビジョン54に添ったラウンド方法や考え方、そして氏のオリジナルなレッスンシステム、グラストロンシステムを紹介される。
現在はアマチュアゴルファーやプロ志望の若手を指導し、日本テレビのトーナメント中継でラウンドレポーターも務めるほか、川波通幸・植田浩史と共に栃木県プロゴルフ会メンバーでもある。

## 主な優勝
- 1987年 - KPGAトーナメント（秋）
- 1988年 - 北海道オープン、栃木オープン
- 1989年 - 北海道オープン